# Hrabstwo Laurel
Laurel – hrabstwo w USA, w stanie Kentucky. Siedzibą hrabstwa jest London. Założone w 1826 roku. Według danych z roku 2000 hrabstwo miało 60090 mieszkańców.

## Miasta
- London
- East Bernstadt (CDP)